# St. Laurentius (Mannheim-Käfertal)

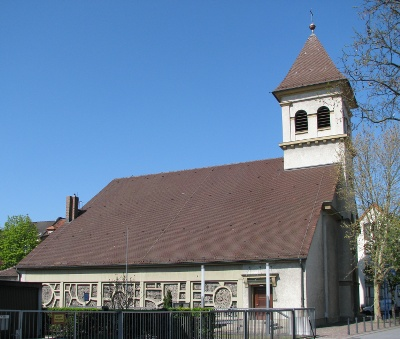
St. Laurentius

St. Laurentius ist eine katholische Kirche im Mannheimer Stadtteil Käfertal. Sie wurde von Johann Friedrich Dyckerhoff zwischen 1834 und 1835 im klassizistischen Stil errichtet.

## Geschichte
Käfertal wurde 1227 erstmals urkundlich erwähnt, eine Kirche im Ort 1393. Sie war dem Heiligen Mauritius geweiht. Nachdem 1556 in der Kurpfalz die Reformation eingeführt worden war, gab es in den folgenden Jahrhunderten mehrfache Religionswechsel, bis die Kirche in der pfälzischen Kirchenteilung endgültig den Reformierten zugesprochen wurde (heute evangelische Unionskirche). 1727 erbauten die Katholiken eine kleine Kirche, die dem Heiligen Laurentius geweiht wurde. Einen eigenen Pfarrer gab es in Käfertal allerdings nicht, für die Betreuung waren die Pfarrer der Feudenheimer Kirche St. Peter und Paul zuständig. Ein Antrag für eine eigene Pfarrei wurde 1816 abgelehnt.
1830 reichte das Kirchlein für die 772 Katholiken in Käfertal nicht mehr aus, so dass man einen größeren Neubau plante. 1834 wurde mit dem Bau begonnen und im Jahr darauf am 15. November 1835 konnte die St. Laurentius geweiht werden. Kanzel, Altar und Orgel übernahm man von der alten Kirche. 1836 wurde erneut ein eigener Pfarrer beantragt, doch erst 1849 erhob der Freiburger Erzbischof Hermann von Vicari Käfertal zur Pfarrei.
Im Hinblick auf das 100-jährige Jubiläum 1935 malte Karl Degen im Chor ein Deckengemälde, das eine Szene aus dem Leben des Heiligen Laurentius zeigte. Oskar Martin-Amorbach schuf die beiden Seitenaltäre und Josef Amberg den Hochaltar. Bei einem Fliegerangriff 1944 wurden der Chor zerstört und das Dach abgedeckt. Die Glocken fielen den Metallablieferungen im Zweiten Weltkrieg zum Opfer. Bis 1954 wurden die Schäden am Bau behoben und im Jahr darauf war auch das Geläut wieder vollständig. 1973/74 wurde ein seitlicher Anbau angefügt und der Innenraum verändert. Aufgrund des Priestermangels in der katholischen Kirche schlossen sich 2003 die benachbarten Gemeinden St. Laurentius, St. Hildegard und Zwölf Apostel zur Seelsorgeeinheit Käfertal-Vogelstang zusammen.

## Beschreibung

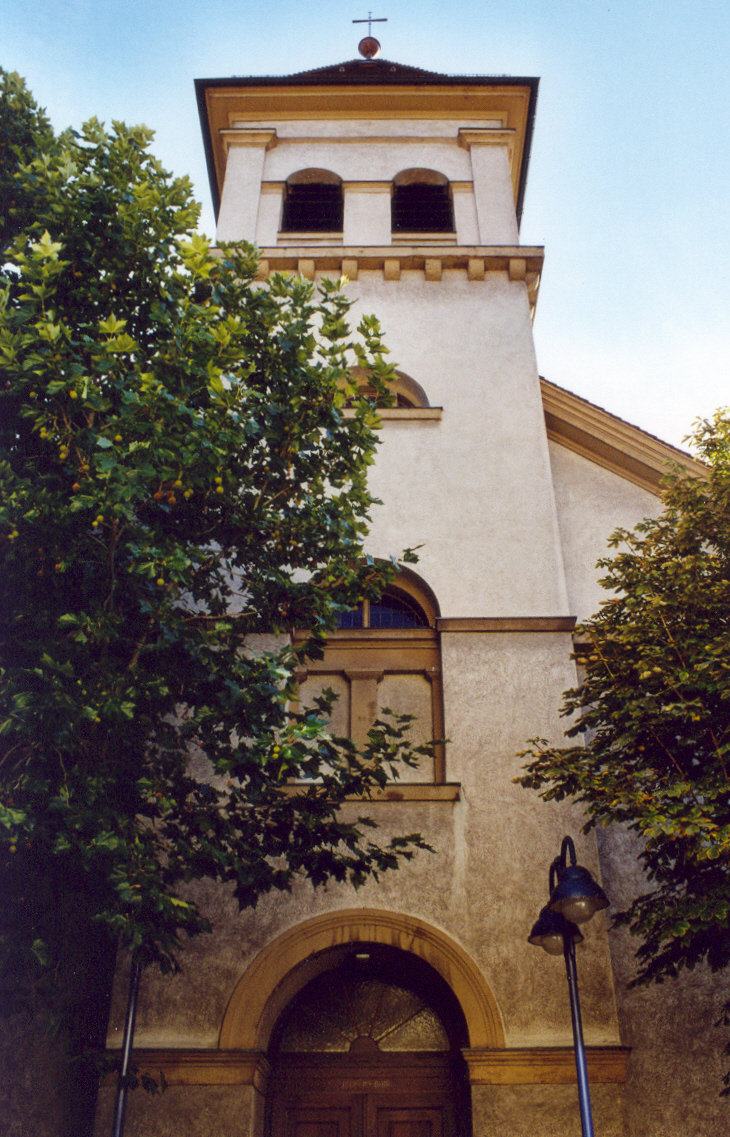
St. Laurentius, Frontansicht

Die St. Laurentius befindet sich im Zentrum von Käfertal unweit des alten Rathauses. Beide Gebäude wurden im damals in Baden typischen Weinbrennerstil – einer Variante des späten Klassizismus, die nach Friedrich Weinbrenner benannt wurde – erbaut. Die Kirche ist ein schlichter Putzbau mit Rundbogenfenstern. Der Turm mit quadratischem Grundriss ist fast ganz eingezogen und wird von einem Pyramidendach bedeckt.
An der Front befindet sich das Hauptportal, dessen Rundbogen hervorgehoben ist, darüber ein vermauertes Rundbogenfenster, nur das Oberlicht offen belassen, und ein Halbkreisfenster. Markant ist der Dreiecksgiebel, der vom Turm unterbrochen wird und dort das Gesims im Kämpferprofil des vermauerten Fensters weiterführt. Das Langhaus besitzt einen Chor mit halbkreisförmigen Schluss und wird von einem Satteldach bedeckt. In den 1970er Jahren wurde das Langhaus nach Osten verbreitert und im zeittypischen Stil gestaltet.
Die Orgel, als Schwalbennest an die Emporenrückwand unter die Decke gebaut, stammt von Orgelbau Weise aus dem Jahr 1975. Sie verfügt über 25 Register auf zwei Manualen und Pedal.